# Athetis flacourti
Athetis flacourti là một loài bướm đêm trong họ Noctuidae.